# Quang Hải quân
Quang Hải Quân (Hangul: 광해군, chữ Hán: 光海君, bính âm: Kwanghaegun; 4 tháng 6, 1575 - 7 tháng 8, 1641), tên thật là Lý Hồn (Hangul: 이혼, chữ Hán: 李琿, bính âm: Li Hon), là vị Quốc vương thứ 15 của Vương triều Lý trong lịch sử bán đảo Triều Tiên. Ông trị vì trong 15 năm từ 1608 đến 1623 và bị lật đổ trong một cuộc đảo chính vì những chính sách mất lòng người của mình. Do đó ông không được đặt miếu hiệu và cũng không được công nhận như một vị vua chính thức của vương triều.

## Làm Thế tử

### Trong Nhâm Thìn Oa loạn
Lý Hồn chào đời ngày 4 tháng 6 năm 1575, là con trai thứ 2 của Triều Tiên Tuyên Tổ Lý Diên với người vợ thứ là Cung tần họ Kim. Trước ông là một người anh, Lâm Hải quân, cũng do Kim thị sinh ra. Khi Lý Hồn vừa lên 2 thì mẹ ông qua đời, hai anh em ông được giao cho vợ cả của Tuyên Tổ là Vương phi họ Phác (tức Ý Nhân Vương hậu) nuôi dưỡng đến lúc trưởng thành.
Đương thời Phác phi không có con và bệnh tật liên miên, khiến triều đình Tuyên Tổ luôn cảm thấy phiền muộn vì không có thái tử. Vua Tuyên Tổ đã nhiều lần tính tới chuyện chọn một người con của hậu cung cho vị trí Thế tử, nhưng vẫn trù trừ không quyết. Ngày tháng qua đi, khi nhà vua sang tuổi 40 thì triều thần bắt đầu hết kiên nhẫn và đề nghị chọn một người con thứ cho vị trí Thế tử, mà người khởi xướng đầu tiên là Trịnh Triệt thuộc phái Tây Nhân. Năm 1591, Trịnh Triệt sau khi bàn luận với bọn Liễu Thành Long, Lý Sơn Hải thì dâng thư thỉnh ý nhà vua lập Quang Hải quân làm Thế tử. Bấy giờ vua Tuyên Tổ đang sủng ái Quý nhân họ Kim (sau phong làm Nhân tần) và con trai của bà ta, Vương tử thứ 4 Tín Thành quân Lý Dực. Lý Sơn Hải là người phái Đông Nhân luôn ngấm ngầm mâu thuẫn với Trịnh Triệt nên nhân đó dụng kế trừ khử ông này. Ông ta liên lạc với Kim quý nhân và cho bà ta biết rằng Trịnh Triệt đang mưu việc lập Quang Hải quân và sau đó sẽ giết chết Tín Thành quân. Quý nhân đem những việc này khóc lóc với nhà vua.. Sau khi Trịnh Triệt dâng sớ lập Thế tử thì đảng Đông Nhân không ai nói lời nào, và Tuyên Tổ đã cho lưu đày ông ta, việc lập tự do đó bị gác lại.
Lúc này ở bên kia bờ biển, nước Nhật vừa mới thống nhất bắt đầu lăm le dòm ngó Triều Tiên và Trung Quốc. Năm 1592, người chấp chính nước Nhật là Toyotomi Hideyoshi đem 23 vạn quân xâm lược Triều Tiên, bắt đầu cho cuộc chiến kéo dài 7 năm mà sử gọi là Nhâm Thìn Oa loạn. Khi đất nước lâm vào cảnh nguy cấp, các đại thần và quý tộc gây sức ép buộc nhà vua phải công bố người kế vị để ổn định lòng dân. Tuyên Tổ bất đắc dĩ phải đồng ý. Ngày 8 tháng 6 năm 1592, Quang Hải quân Lý Hồn chính thức được lập làm Vương thế tử, cho vào ở Đông cung và nhận lễ mừng của bách quan.
Sở dĩ Quang Hải quân được chọn làm Thế tử một phần vì nhân cách bị đánh giá xấu của những người anh em của ông. Người anh ruột cùng mẹ là Lâm Hải quân đáng lẽ là người có tư cách nhất, nhưng ông ta bị triều thần hạch tội là lợi dụng thân phận Vương tử để cướp đoạt ruộng đất và tống tiền của những người nông dân. Vương tử thứ 4, Tín Thành quân được Tuyên Tổ thương yêu nhất đã qua đời trong năm đó, Vương tử thứ 6 Thuận Hòa quân bị phạm tội thông gian với các cung nhân, còn Vương tử thứ 5 Định Viễn quân (phụ thân vua Nhân Tổ sau này) cũng không được đánh giá tốt về hạnh kiểm. Trong khi đó Quang Hải quân được nhìn nhận là người phẩm hạnh đoan chính, thông tuệ hiếu học, và nhân hiếu; nên khi ông được chính vị thì các triều thần đều tỏ ý vui mừng.
Trước sự tấn công vũ bão của người Nhật, các thành trì của Triều Tiên lần lượt bị công phá. Ngày 10 tháng 6 năm 1592, quân Nhật tiến vào kinh đô Hán Thành, vua Tuyên Tổ hốt hoảng bỏ chạy về phía bắc. Vị Thế tử vừa mới sách phong được 1 ngày đã phải cùng triều đình lưu vong, và chiếu thư lập tự bị trì hoãn đến ngày 17 tháng 6 mới công cáo rộng rãi với người dân tại Bình Nhưỡng là nơi triều đình đặt hành tại. Quân Nhật lại tiến về phía bắc để tóm sống hoàng tộc họ Lý, đến ngày 24 tháng 7 thì họ đã có mặt tại Bình Nhưỡng. Vua Tuyên Tổ tính chuyện bỏ đất nước chạy qua Liêu Đông nương nhờ nhà Minh, tuy nhiên các triều thần đứng đầu gồm Lãnh nghị chánh Liễu Thành Long, Tả nghị chánh Thôi Hưng Nguyên và Hữu nghị chánh Doãn Đẩu Thọ đều lên tiếng phản đối. Sau nhiều tranh cãi, vua Tuyên Tổ quyết định bỏ chạy tháo thân, để lại Thế tử cùng các thuộc hạ ở lại chống giữ đất nước với chức danh là Quyền Nhiếp quốc sự. Trong thời gian này, Thế tử đã thay thế xuất sắc nhiệm vụ của một vị vua, duy trì được tinh thần của tướng sĩ và dân chúng cho cuộc kháng chiến. Đến năm 1593, quân cứu viện của nhà Minh do Tổng binh Lý Như Tùng dẫn đầu được cử đến Triều Tiên, và người Nhật quyết định đàm phán để rút về nước vào ngày 18 tháng 5 năm đó. Sau đó người Nhật quay lại xâm lược lần 2 vào năm 1597, nhưng với sự chỉ huy của Đô đốc thủy quân Lý Thuấn Thần, Triều Tiên đẩy lui cuộc tấn công này. Sau khi Toyotomi Hideyoshi chết vào giữa năm 1598, người Nhật từ bỏ tham vọng đối với Triều Tiên.

### Tranh chấp cha - con
Tuy nhiên sau cuộc chiến lần này, mối quan hệ cha - con giữa nhà vua và Thế tử bị rạn nứt, do những nguyên nhân như sau
- Theo lệ Thế tử hàng ngày ngoài việc đọc sách trong thư viện thì hai bữa sáng tối phải đến thỉnh an Quốc vương, tuy nhiên Quang Hải quân lấy cớ bị bệnh liên miên nên nhiều lần không tuân thủ, khiến Tuyên Tổ bất mãn.
- Khi triều đình chia làm hai (một phần theo Tuyên Tổ bỏ trốn, phần kia cùng Thế tử ở lại) thì các nho sinh rất bất bình vì hành động tham sống sợ chết của nhà vua, khiến uy tín của ông sụt giảm trầm trọng. Có người còn thẳng thắn yêu cầu Tuyên Tổ nên nhượng vị cho Thế tử khiến Tuyên Tổ rất xấu hổ, do vậy sau khi về nước thì ra sức thu hồi vương quyền và đàn áp Thế tử.

Trong 7 năm chiến tranh từ 1592 đến 1598, sử sách ghi nhận 18 lần tấu thỉnh của các nho sinh yêu cầu nhượng vị hoặc cho Thế tử quyền nhiếp chính, mà vua Tuyên Tổ luôn nghĩ rằng chính Thế tử Hồn là người đứng sau giật dây. Vì tranh giành quyền lợi với chính con trai của mình, Tuyên Tổ tuyên bố rằng vì Lý Hồn chưa có sắc mệnh của nhà Minh mà không chịu giao cho ông ấn tín của Thế tử, sau đó còn cấm ông vào điện thỉnh an.
Trước đó vào mùa thu năm 1595, các sứ giả Triều Tiên đã báo cáo với nhà Minh về việc lập Thế tử. Tuy nhiên quan Thượng thư bộ Lễ của nhà Minh là Phạm Khiêm cho rằng việc này là trưởng ấu bất phân nên không đồng tình. Những năm sau đó các quan nhà Minh vẫn giữ vững lập trường của họ, và cho đến tận khi Tuyên Tổ qua đời thì ngôi Thế tử vẫn không được nhà Minh công nhận. Việc này khiến Thế tử Hồn gặp nhiều bất lợi vì ông không phải con trưởng, không được sự tín nhiệm của vua cha và cũng không được sự công nhận của nhà Minh.
Năm 1600, Phác vương phi qua đời. Năm 1602, Tuyên Tổ phong một cô gái họ Kim ở Diên An làm Kế phi (tức Nhân Mục vương hậu). So với Thế tử thì vị tân Vương phi này còn nhỏ hơn tới 9 tuổi. Năm 1606, Kim Kế phi hạ sinh một người con trai là Vĩnh Xương Đại quân Lý Nghĩa. Trong những năm này, quan hệ giữa vua và thế tử ngày càng xấu đi, từ việc Tuyên Tổ nhiều lần cản trở việc sai sứ cầu phong Thế tử với nhà Minh, đến việc lập Kế phi để mong có đích tử. Cho nên sự ra đời của Vĩnh Xương Đại quân là đả kích rất lớn với Thế tử Hồn, bởi ở một nước sùng Nho giáo như Triều Tiên thì địa vị của dòng chính đích luôn được đề cao so với dòng thứ. Cho dù Tuyên Tổ rất muốn phế Thế tử Hồn để đưa Vĩnh Xương Đại quân lên thay thế, nhưng triều thần đa số không tán đồng việc thay ngôi của một người có công lớn với đất nước bằng một đứa trẻ còn ẵm ngữa. Nhận thấy thế cục biến chuyển, triều đình bắt đầu chia bè kết cánh, trong đó Liễu Vĩnh Khánh của phái Tiểu Bắc Nhân ủng hộ nhà vua và Vĩnh Xương Đại quân, thanh thế rất lớn trong triều. Tuyên Tổ thể hiện ý định của mình khi triệu Liễu Vĩnh Khánh vào cung và nhắn nhủ: Hãy chăm sóc tốt cho Vĩnh Xương đại quân. Tuy nhiên khi bệnh tình trở nặng vào năm 1608 khi Vĩnh Xương Đại quân vẫn còn quá nhỏ tuổi, thì nhà vua đành phải chấp nhận sự thật và ban chiếu nhường ngôi cho Thế tử Hồn. Liễu Vĩnh Khánh được nhận chiếu này tuy nhiên không công bố mà cố ý giấu đi.

## Làm Quốc vương

### Thanh trừng anh ruột
Ngày 16 tháng 3 năm 1608, Triều Tiên Tuyên Tổ qua đời. Liễu Vĩnh Khánh bí mật đến gặp Vương phi thuyết phục bà đứng ra buông rèm nhiếp chính và lập Vĩnh Xương Đại quân lên ngôi, còn bản thân Liễu sẽ là phụ chính. Tuy nhiên Vương phi nhận thấy việc đó không thực tế nên đã tuyên bố chiếu thư thật. Thế tử Hồn sau đó cho giết Liễu Vĩnh Khánh và sai sứ đến nhà Minh thỉnh phong nhưng bị người Trung Quốc cự tuyệt và có những hành động điều động quân lực ở biên giới. Sứ giả Triều Tiên là Lý Mẫn Thanh nói dối rằng do Lâm Hải quân có bệnh thần kinh nên tự nguyện nhường ngôi cho em trai, nhà Minh bèn sai người đến Hán Thành gặp Lâm Hải quân để kiểm chứng, mà Lâm Hải quân khi gặp sứ thần đã nói rằng mình bị soán ngôi vua và đã lên tiếng lăng mạ Quang Hải Quân. Triều đình Triều Tiên bèn dùng tiền để hối lộ sứ thần, do đó việc được trót lọt. Năm 1609, vua Vạn Lịch nhà Minh sai sứ đến phong cho Lý Hồn làm Triều Tiên quốc vương, ban thụy cho Tuyên Tổ là Chiêu Kính.
Qua sự việc này, Quang Hải quân nhận định rằng nếu để Lâm Hải quân còn sống thì sẽ có một ngày nguy hại đến đế vị của mình. Không lâu sau đó có tấu thỉnh từ các quan tam ti hặc tội Lâm Hải quân. Quang Hải quân giả vờ không tin, nhưng vẫn sai người trong Tam ti (Hoằng Văn quán, Ti Hiến phủ, Ti Gián viện) thẩm vấn, rồi lấy 4 tội danh "tư tàng vũ khí, bí mật nuôi dũng sĩ, và âm mưu làm đảo chính trong ngày vua Tuyên Tổ mất, và đeo vũ khí vào cung" mà lưu đày Lâm Hải quân.
Sau đó có rất nhiều tấu xin xử tử Lâm Hải quân, song nhà vua giả vờ từ chối. Cùng năm đó, Lâm Hải quân bị người canh giữ là Lý Đình Bưu sát hại ở nơi lưu đày. Nhà vua tuy tỏ vẻ đau xót nhưng trên thực tế lại không trị tội Lý Đình Bưu mà chỉ yêu cầu anh ta khai báo những chuyện đã xảy ra, điều này đã chứng minh rằng nhà vua chính là người chủ mưu thực sự.
Năm 1611, Trịnh Nhân Hoằng, người đứng đầu Đại Bắc Nhân, phản đối việc tu sửa miếu thờ của hai học giả là Lý Ngạn Địch và Lý Hoảng, các Nho sinh trong triều đã cùng nhau xóa tên Nhân Hoằng khỏi danh sách các Nho sinh. Đáp lại Quang Hải quân đã đuổi cổ tất cả Nho sinh khỏi Thành Quân Quán. Việc này khiến ông mất lòng giới Nho sinh ngay từ những năm đầu trị vì.

### Giết em giam mẹ
Cuộc thanh trừng thứ hai diễn ra vào tháng 4 năm 1613, mục tiêu lần này là Đại phi Kim thị và Vĩnh Xương Đại quân. Lúc này một bộ phận quý tộc là con em của phái Tây Nhân bị truy tố về tội cướp của và giết người, một trong số họ đã khai rằng mục đích của mình là ủng hộ Vĩnh Xương Đại quân soán vị. Đảng tranh từ đó được dịp nổi lên, và Đại phi họ Kim đang ở trong cung cũng phải gặp họa. Một nội quan là Phác Đông Lượng khai nhận khi vua Tuyên Tổ bệnh nguy, có cung nữ trong cung của Vương phi dùng tà thuật để kèo dài mạng sống của tiên vương. Sau đó người cung nữ khai kẻ chủ mưu là Kim Đễ Nam, tức cha ruột của Đại phi họ Kim, với mục đích đưa cháu ngoại Vĩnh Xưong Đại quân lên ngai vàng. Ngay lập tức sau đó, những lời buộc tội mẹ con Vĩnh Xương Đại quân bắt đầu xuất hiện.
Khi đó triều đình chia ra 2 phe ủng hộ và phản đối việc xét xử Kim Đại phi (và sau này cộng với việc Quang Hải quân ra tay với những người can gian, mà lại phát triển thành 2 phe ủng hộ và phản đối Quang Hải quân). Sau khi thay thế các đài quan bằng người của mình (gồm Đại tư gián Tống Thuần và Đại tư hiến Lý Xung đều thuộc phe Đại Bắc Nhân), nhà vua đã thành cônng chặn họng những người can gián. Ngày 11 tháng 9 năm 1613, ông lưu đày Vĩnh Xương Đại quân đến đảo Giang Hoa rồi dùng lại kế sách từng áp dụng với Lâm Hải quân mà trừ khử người em này. Ngày 21 tháng 2 năm 1614, Kim Đễ Nam cũng bị xử tử với tội danh phản nghịch.
Từ năm 1614 đến 1617, triều đình xảy ra 3 vụ tranh cãi liên quan đến Đại phi họ Kim. Lần thứ nhất vào ngày 30 tháng 3 năm 1614, danh nho phái Đại Bắc Nhân Trịnh Uẩn chỉ trích Quang Hải quân là: bất nghĩa (giết hại anh em), bất hiếu (giam cầm mẹ đích) và mượn đao giết người. Sau đó Quang Hải quân liền lũ lượt thay chức các Đài quan để chặn dư luận. Đến ngày 4 tháng 3 năm 1615, Lý Nguyên Dực của phái Nam Nhân dâng thư xin Quang Hải quân dừng lại ngục sự Quý Dậu, sau đó Nguyên Dực bị lưu đày. Sự kiện này khiến giới Nho lâm bất mãn, liên danh kháng nghị. Quang Hải quân bèn dùng biện pháp giết chết hoặc lưu đày những người cầm đầu. Hai năm sau đó, triều đình đã nổ ra tranh cãi nảy lửa nhất về tội của Kim Đại phi.
Trước đó năm 1610, Quang Hải Quân truy tôn mẹ ruột là Cung tần họ Kim làm Cung Thánh vương hậu, dời linh vị vào Thái miếu. Điều này trái với quy định trong vương thất, vốn không có chuyện truy phong hậu cung làm vương hậu dù cho người đó có sinh ra vua kế vị đi chăng nữa. Ngày 18 tháng 9 năm 1617, sau nhiều lần thỉnh cầu từ phía Triều Tiên, nhà Minh ban mũ miện cho Cung Thánh vương hậu, đem bà trở thành Kế phi thứ hai của Tuyên Tổ sau Ý Nhân vương hậu. Điều này dẫn tới 2 hậu quả: Đại phi Kim thị bị giáng xuống làm Kế phi thứ 3, và Quang Hải quân trở thành Đích tử danh chính ngôn thuận. Bấy giờ giả sử mà nhà vua có muốn xử tội Đại phi thì cũng không bị nói là bất hiếu nữa.
20 ngày sau đó, nhà vua bí mật sai người tróc nã chú của Kim Đại phi là Kim Quý Nam. Rồi có biểu của nho sinh Hàn Phụ Cát yêu cầu phế truất Kim Đại phi, mà Lãnh nghị chánh khi đó là Kỳ Tự Hiến đã dâng sớ phản đối. Quang Hải quân ra chiếu cho giới quý tộc bày tỏ quan điểm của mình. Hơn 1100 quý tộc lưỡng ban, bao gồm cả các thành viên trong hoàng tộc họ Lý, đều từ chối bình luận về việc này. Có 7 người công khai bảo vệ Đại phi, và 50 người chống lại bà, chủ yếu thuộc phe Đại Bắc nhân. Quang Hải quân bèn lưu đày những người bảo vệ, trong một động thái gọi là giết gà dọa khỉ. Kết quả không còn ai phản đối nữa, và ngày 22 tháng 2 năm 1618, Quang Hải quân cho giam lỏng Đại phi, đối xử với bà chỉ như một Hậu cung của tiên vương và gọi là Tây cung.
Năm 1615, có lời đồn trong cung điện rằng Lăng Xương quân Lý Thuyên, cháu nội vua Tuyên Tổ và là cháu gọi nhà vua bằng bác (cũng là em trai vua Nhân Tổ sau này) có mưu đồ thoán ngôi. Lăng Xương quân được sử sách đánh giá là một người thông minh và phi phàm, nên rất bị nhà vua và phái Đại Bắc nhân dè chừng. Ngày 14 tháng 8 năm đó, Thân Cảnh Hi tiến cử Lăng Xương quân lên tước Đại quân, lập tức phe Đại Bắc Nhân do Tô Minh Quốc dẫn đầu nhảy vào công kích. Ngày 22 tháng 8, Nhà vua lệnh đày Lăng Xương quân ra đảo Giang Hoa và xử tử Thân Cảnh Hi, trong khi những người đồng mưu bị lưu đày. Biết khó thoát khỏi cái chết nên vào ngày 17 tháng 11, Lăng Xương quân tự sát ở nơi lưu đày.

### Những sự kiện khác

#### Đối nội
Mặc dù bị danh tiếng xấu trong thời gian sau này, nhưng Quang Hải Quân là một nhà chính trị có tài và thực tế. Ông đã nỗ lực trong việc khôi phục đất nước và bảo trợ cho việc phục hồi các thư tịch. Như một phần của công cuộc tái thiết, ông đã sửa đổi pháp lệnh về đất đai và chia lại đất cho dân chúng. Năm 1608, ông ra lệnh xây dựng lại Xương Đức cung cùng với một số cung điện khác. Trong quá trình xây dựng và tu sửa các cung điện trên ông đã cho huy động quá nhiều nhân lực nên bị nhân dân oán thán, thế nhưng trong hoàn cảnh lúc bấy giờ thì đó là việc không thể tránh khỏi. Bởi vì các cung điện hầu như đã bị phá hoại hoàn toàn trong Nhâm Thìn Oa loạn nên mọi việc nghị sự triều chính đều phải tiến hành tạm bợ phủ Nguyệt Sơn quân (anh trai vua Triều Tiên Thành Tông).Ngoài ra, ông cũng cho lập lại hệ thống nhận dạng hopae (tương tự chứng minh nhân dân hiện nay) sau một thời gian dài không sử dụng.
Trong thời gian cầm quyền, Quang Hải Quân khuyến khích xuất bản nhằm đẩy nhanh và tái thiết để khôi phục lại sự thịnh vượng như trước. Nhiều cuốn sách ra đời trong triều đại của ông, đặc biệt nhất là tác phẩm Đông Y Bảo Giám (Tongŭi Pogam, 동의보감), tác phẩm của thần y Hứa Tuấn. Nhiều bộ sử ký cũng được viết lại trong thời kỳ này. Ông cũng ban hành luật Daedong, theo đó cho phép người dân chế độ thuế khóa dễ dàng hơn. Tuy nhiên dưới thời của ông, hệ thống này chỉ có hiệu lực ở đất Gyeonggi, nơi có vựa lúa lớn nhất của đất nước, và phải 100 năm sau mới mở rộng cho toàn vương quốc. Năm 1616, thuốc lá lần đầu tiên được truyền bá tới Hàn Quốc và nhanh chóng được phổ biến trong giới quý tộc.

#### Đối ngoại
Năm 1616 ở đất Mãn Châu, Nỗ Nhĩ Cáp Xích thống nhất các bộ lạc Nữ Chân, xưng Hãn ở Hách Đồ A Lạp (Thịnh Kinh), lập ra nước Hậu Kim, tiền thân của nhà Thanh sau này. Hậu Kim và nhà Minh ở Trung Quốc nhanh chóng rơi vào thế đối đầu gay gắt. Quang Hải quân nhận thức được rằng Triều Tiên không có khả năng để có thể tấn công Mãn Châu, nhà vua đã giữ quan hệ với Mãn Châu dù vẫn ở dưới quyền bá chủ của nhà Minh. Ông cũng khôi phục quan hệ thương mại với Nhật Bản với Hiệp ước năm 1609 và gửi sứ thần sang triều kiến Mạc phủ Tokugawa vào năm 1617.
Do tư tưởng chủ hòa của Quang Hải quân khiến ông lâm vào thế đối đầu với các sĩ đại phu thân Minh. Trong vòng 5 năm từ 1618 đến 1623, quan hệ vua - tôi căng thẳng chủ yếu quanh sự kiện này.
Mùa hạ năm 1618, Triều Tiên nhận được 3 bức thư từ Chỉ huy sứ Liêu Đông Khâu Thản và Chỉ huy sứ Quảng Ninh Uông Khả Thụ yêu cầu chi viện quân lính chống Kim, đại đa số quan viên đề nghị lập tức xuất binh, nhưng Quang Hải quân phản đối. Trong triều chỉ có 7 viên quan là ủng hộ nhà vua, nhưng sau đó bị áp lực từ những người còn lại mà họ cũng không giữ vững được lập trường. Quang Hải quân liên tiếp tìm cớ trì hoãn cho đến khi Hoàng đế Vạn Lịch gửi thư trách cứ thì ông mới miễn cưỡng xuất binh.
Trong những năm Nhâm Thìn Oa loạn, Quang Hải quân là người trực tiếp tham chiến cùng với các tướng nhà Minh, nên ông khá rõ ràng thực lực của quân Minh. Ông đoán biết rằng nhà Minh sẽ thất bại trước người Kim. Do đó ông chủ trương không giúp nhà Minh là để bảo toàn đất nước khỏi cơn thịnh nộ của Nỗ Nhĩ Cáp Xích. Tuy nhiên các sĩ đại phu vẫn mang ơn nhà Minh đã cứu Triều Tiên khỏi sự xâm lăng của người Nhật, nên họ rất phản đối những hành động trao đổi thư tín với Hậu Kim, và từ đó lại càng ác cảm với Quang Hải quân.
Mùa xuân năm 1619, 13000 quân Triều Tiên qua sống Áp Lục tới Liêu Đông hỗ trợ nhà Minh, rồi bị quân Kim đánh cho tan tác ở trận Thâm Hà, chỉ huy sứ Khương Hoằng Lập cùng 3000 người bị bắt. Nỗ Nhĩ Cáp Xích không chủ trương chiến tranh với Triều Tiên vì còn dồn lực đánh Minh, ông ta sai sứ đến bày tỏ thái độ ôn hòa, và đề nghị cùng nhau chống Minh. Đến năm 1621, người Kim công đánh Liêu Dương và Thẩm Dương, cắt đường giao thông trên bộ giữa Trung Quốc với Triều Tiên, rồi Nỗ Nhĩ Cáp Xích lại sai sứ đề nghị hợp tác. Triều đình Triều Tiên cũng có 2 phe ủng hộ và phản đối liên minh. Cuối cùng hai bên thương lượng với nhau, tạm thời đình chỉ các hoạt động quân sự giúp đỡ bất kỳ phe nào, và Triều Tiên đã tránh được xung đột với Hậu Kim trong một vài năm sau đó.
Đối với trận thua năm 1619, nhà Minh không trách cứ Triều Tiên mà còn tặng 1 vạn lượng tiền để an ủi. Về sau, nhà Minh nhiều lần tặng tiền để yêu cầu phía Triều Tiên gửi quân sang tiếp, nhưng Quang Hải quân trước sau đều tìm cớ trì hoãn, và các sứ thần nhà Minh đều tay không trở về. Đến sau này, nhà vua thậm chí công khai không tiếp chỉ của Thiên tử nhà Minh Điều này khiến những người trong Bị biên ti vốn thân Minh ngày càng bất mãn. Đến cuối năm 1622, họ cảnh cáo nhà vua bằng cách dâng tôn hiệu có các chữ "Kiến Nghĩa Thủ Chánh Cương Đạo Sùng Nghiệp", trong đó "Nghĩa", "Chánh", "Đạo" ám chỉ đạo nghĩa của Triều Tiên thờ nhà Minh. Những ngày tiếp đó quần thần cứ lũ lượt tấu thỉnh theo kiểu bức cung như vậy cho đến tận khi Quang Hải quân chính thức bị phế truất.
Trong tư tưởng Nho giáo đã thâm căn đế cố trong giới Nho sĩ Triều Tiên, họ coi Thiên tử là Minh là vua, là cha, lại là người có ơn cứu mạng. Dù Quang Hải quân có tài nhìn xa mà thấy trước thất bại của nhà Minh, nên có những quyết sách bảo toàn cho đất nước, nhưng điều này đã khiến ông bị cô lập, bị coi là kẻ bội bạc, thậm chí người ta còn bày tỏ thái độ thà làm mít lòng nhà vua chứ không đắc tội Thiên tử. Nguy cơ về một cuộc đảo chính đã đến rất gần.

## Truất ngôi và cuộc sống cuối đời

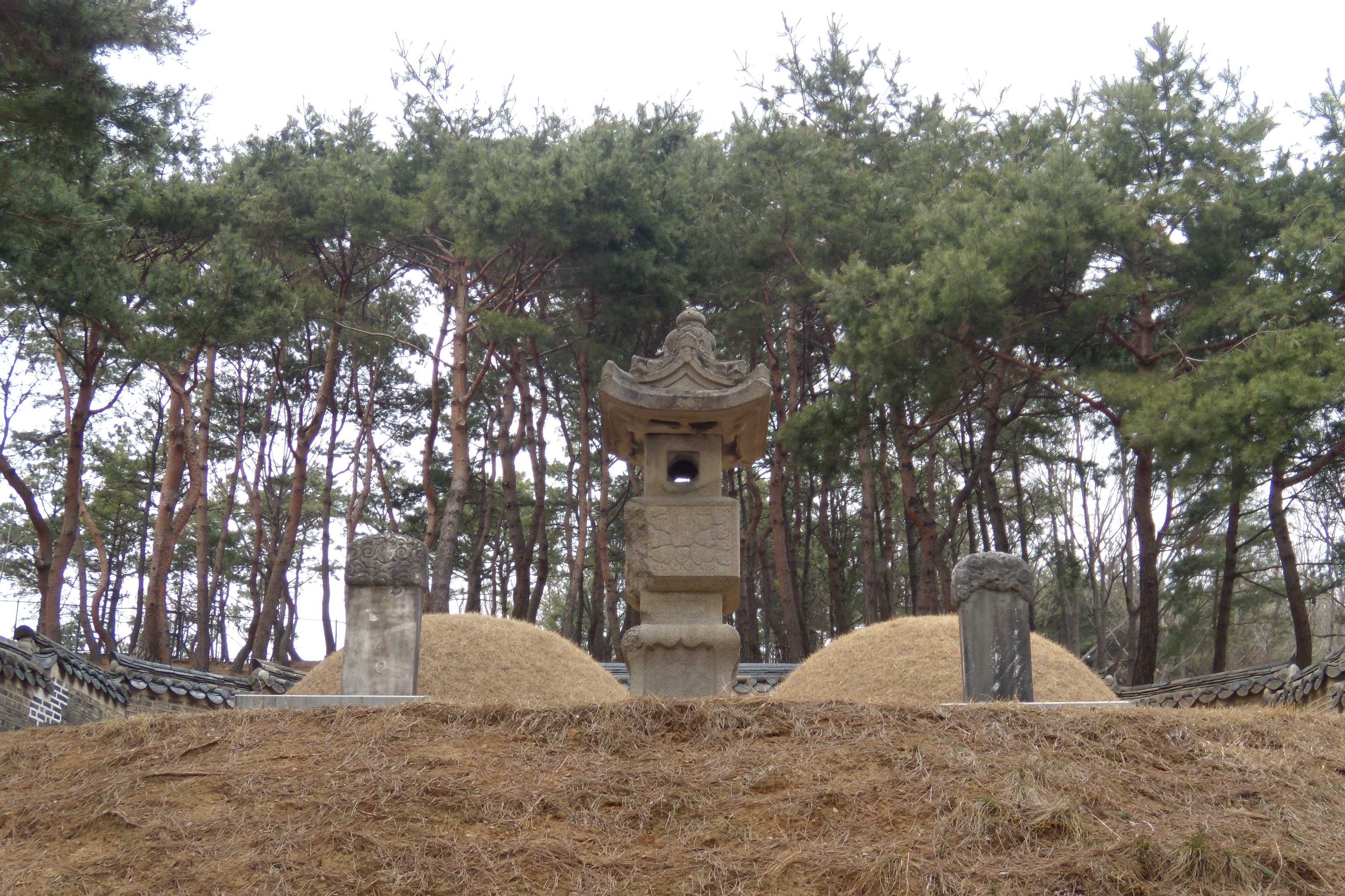
Mộ phần của Quang Hải quân và Phế phi họ Liễu

Ngày 6 tháng 4 năm 1623, 1300 người phái Tây Nhân bị lưu đày năm xưa nổi dậy từ miền đông bắc tiến vào kinh thành Hán Dương. Quang Hải quân cố gắng bỏ trốn vào ban đêm nhưng bị bắt lại ngay sau đó. Phe đảo chính phục vị cho Đại phi Kim thị và dùng danh nghĩa của bà hạch tội Quang Hải quân: "ép cha đến chết, giết hại anh em, giam cầm mẹ đích, vong ân bội nghĩa, hợp tác với các bộ man di", ... tổng cộng 36 điều tội danh, biếm xuống làm Thứ nhân đày ra đảo Giang Hoa. Lăng Dương quân Lý Tông, cháu nội vua Tuyên Tổ và là cháu gọi Quang Hải bằng bác, được lập lên kế ngôi, tức là Triều Tiên Nhân Tổ. Sử gọi sự kiện này là Nhân Tổ phản chánh.
Đương thời Đại phi họ Kim rất oán hận Quang Hải quân vì cả cha và con trai của bà đều chết dưới tay nhà vua, nên bà yêu cầu các triều thần phải đem đầu của Quang Hải quân và Phế Thế tử đến gặp mình rồi mới nói chuyện tiếp, các quan phải hết lời khuyên giải mới yên chuyện. Không lâu sau đó, con trai duy nhất của Phế vương, Phế Thế tử Lý Chi, mưu sự vượt ngục bất thành, bị ban cho thắt cổ tự tử, do đó Quang Hải quân không người thừa kế.
Năm 1627, quân Hậu Kim xâm lược Triều Tiên, Quang Hải quân bị đày ra đảo Kiều Đồng. Đến năm 1637, lại đày ra đảo Tế Châu. Năm 1641, ông chết ở nơi lưu đày, hưởng thọ 67 tuổi. Triều Tiên Nhân Tổ phế triều 3 ngày, an táng theo lễ Vương tử, do con gái ông là Phế Ông chúa Lý thị khóc tang. Sau Lý thị kết hôn với Phác Trừng Viễn và có con, nên con cháu họ Phác được chủ trì tế tự cho Quang Hải quân.
Ông không có lăng tẩm và không được đặt miếu hiệu như các vị vua khác của nhà Triều Tiên. Ông và vợ là Phế phi Liễu thị hiện vẫn yên nghỉ tại một địa điểm tương đối khiêm tốn ở Namyangju, thuộc tỉnh Gyeonggi. Phái Tây Nhân đã lập Lăng Dương quân (Neungyanggun) làm vua Nhân Tổ, vị vua thứ 16 của Triều Tiên, và theo đường lối thân Minh chống Kim, do đó đã dẫn đến 2 cuộc xâm lăng của nhà Kim năm 1627 và 1636.

## Nhận định
Ở Hàn Quốc ngày nay, Quang Hải Quân vẫn được xem là một vị vua vĩ đại và uyên bác, chứ không phải một kẻ chuyên quyền. Mặc dù Quang Hải Quân là một trong số hai vị vua bị phế truất mà không được đặt miếu hiệu (một vị vua khác là Yên Sơn Quân, bạo chúa đã góp phần làm cho nhà Triều Tiên suy sụp), nhưng nhiều người cho rằng ông chỉ là nạn nhân của cuộc đấu tranh quyền lực giữa các phe phái trong triều đình Triều Tiên. Ông được đánh giá là làm tốt vai trò của mình hơn người tiền nhiệm là vua Tuyên Tổ và người kế nhiệm, vua Nhân Tổ. Dưới thời hai người này, Chiến tranh Bảy năm và Cuộc xâm lược của Mãn Châu bùng nổ.

## Gia đình
- Cha: Triều Tiên Tuyên Tổ (21 tháng 11, 1552 - 16 tháng 3, 1608)
- Mẹ: Cung tần Kim thị (16 tháng 11, 1553 - 13 tháng 6, 1577), người ở Kim Hải. Là sủng thiếp của Tuyên Tổ thời kì đầu. Sinh bốn con trai: Lâm Hải Quân, Quang Hải Quân và hai vương tử chết yểu. Sau khi Quang Hải Quân kế vị, truy tôn Cung Thánh vương hậu. Quang Hải Quân bị phế, Nhân Tổ truy phế tôn hiệu Vương hậu của bà.
- Vợ: Phế phi Liễu thị  (15 tháng 8, 1576 - 31 tháng 10, 1623), sau Nhân Tổ phản chánh bị phế làm Văn Thành Quân phu nhân (문성군부인 유씨), chết ở đảo Giang Hoa.

### Hậu cung
1. Quý nhân họ Quyền[46]
2. Chiêu nghi họ Hồng (소의 홍씨)[47]
3. Chiêu nghi Doãn Vĩnh Tân[47] (소의 윤영신, ? - 14 tháng 3, 1623), sau Nhân Tổ phản chánh thì bị ban chết[48]
4. Thục nghi Hứa Trinh Thuần (1595 - 1623)[49][50]
5. Thục nghi họ Nguyên (숙의 원씨)[51]
6. Thục nghi họ Quyền (숙의 권씨)
7. Chiêu dung Nhậm Ái Anh (1598 - 1628)[52][53][54] Tự sát năm Nhân Tổ thứ 6[55]
8. Chiêu dung họ Lâm (소용 임씨)
9. Chiêu dung họ Trịnh (소용 정씨, ? - 1623), tự sát trong Nhân Tổ phản chánh.
10. Chiên viện họ Tân (소원 신씨)[56][57]
11. Thục viện họ Thẩm (소원 심씨)
12. Thục viện Hàn Bảo Hương. Xuất thân là lương dân bị cưỡng ép vào cung. Sau Nhân Tổ phản chánh bị trục xuất khỏi cung. Sau do Nhân Liệt Vương hậu thu dụng những cung nhân vô tội của triều trước nên lại triệu bà vào cung, phụ trách việc quét dọn. Sau lên làm Nữ quan, được đánh giá là thuần lương, cẩn thận, rất được vương hậu thương yêu. Bấy giờ có người ghen ghét mà sàm tấu rằng Hàn thị quyến luyến vua trước mà ban đêm lén kêu khóc, có ý phản nghịch, nhưng Nhân Liệt vẫn hết mực tin tưởng bà, lại giao làm Bảo mẫu cho các Đại quân, hưởng thọ hơn 80 tuổi[58][59].
13. Cung nhân họ Triệu (궁인 조씨)
14. Thượng Cung họ Lý (상궁 이씨)
15. Thượng cung Kim Giới Thủy (1584 - 1683), nguyên là Thừa ân Thượng cung của Tuyên Tổ, sau bị nạp làm hậu cung của Quang Hải quân. Trong Nhân Tổ phản chánh thì bị xử cực hình đến chết.
16. Biên thị
17. Lý thị
18. Biện thị
19. Thôi thị
20. Kim thị (1595 - 1675) sau Nhân Tổ phản chánh được cử làm bảo mẫu của Thục Tĩnh công chúa[60]

### Con cái
1. Vương tử (1596), mẹ là Phế phi họ Liễu
2. Phế Thế tử Lý Chi (31 tháng 12, 1598 - 22 tháng 7, 1623), mẹ là Phế phi họ Liễu. Kết hôn với Phế tần họ Phác (1598 - 1623) và có 1 con gái (chết non). Sau Nhân Tổ phản chánh bị bắt giam ở Kiều Đồng, mưu đào địa đạo bỏ trốn và bị ép thắt cổ tự tử.
3. Vương tử (? - 1603), mẹ là Phế phi họ Liễu
4. Phế Ông chúa Lý thị (1619 - 1664[61]), mẹ là Chiêu nghi họ Doãn. Sau Nhân Tổ phản chánh được nuôi ở nhà người cậu ruột. Lấy chồng là Phác Trừng Viễn (1625 - 1690), có 2 con trai, 3 con gái[62].